# 충숙공
충숙공(忠肅公)은 시호의 하나이다.

## 고려
- 문극겸(文克謙, 1122년 ~ 1189년)
- 조련(趙璉, ? ~ 1322년)
- 김심(金深, 1262년 ~ 1338년)

## 조선
- 이예(李藝, 1373년 ~ 1445년)[1]
- 성승(成勝, ? ~ 1456년)[2]
- 권절(權節, 1422년 ~ 1494년)[3]
- 류관(柳灌, 1484년 ~ 1545년)[4]
- 송희규(宋希奎, 1494년 ~ 1558년)[5]
- 권극지(權克智, 1538년 ~ 1592년)[6]
- 구성(具宬, 1558년 ~ 1618년)
- 송영구(宋英耉, 1556년 ~ 1620년)[7]
- 서성(徐渻, 1558년 ~ 1631년)[8]
- 원유남(元裕男, 1561년 ~ 1631년)[9]
- 박정(朴炡, 1596년 ~ 1632년)[10]
- 박난영(朴蘭英, ? ~ 1636년)[11]
- 이상길(李尙吉, 1556년 ~ 1637년)
- 조정익(趙廷翼, 1599년 ~ 1637년)[12]
- 이덕형(李德泂, 1566년 ~ 1645년)[13]
- 이수(李晬, 1569년 ~ 1645년)[14]
- 김좌명(金佐明, 1616년 ~ 1671년)[15]
- 이세화(李世華, 1630년 ~ 1701년)
- 이만성(李晩成, 1659년 ~ 1722년)[16]
- 이홍무(李弘茂, 1665년 ~ 1728년)[5]
- 윤숙(尹塾, 1734년 ~ 1797년)
- 윤욱렬(尹郁烈, 1774년 ~ ?)[1]
- 민겸호(閔謙鎬, 1838년 ~ 1882년)
- 한규직(韓圭稷, 1845년 ~ 1884년)[17]
- 이경직(李耕稙, 1841년 ~ 1895년)[18]
- 어윤중(魚尹中, 1848년 ~ 1896년)[1]
- 이용익(李容翊, 1854년 ~ 1907년)
- 심상훈(沈相薰, 1855년 ~ 1907년)